# Global Deejays
Global Deejays, Global Playboyz  vagy Ravers on Dope egy ausztriai elektro house zenét játszó dj projekt.
Stílusát tekintve hasonló Royal Gigolos-hoz.

## Korábbi tagok
•DJ Mikkel (Mikkel Christensen) (2004-2008)
•DJ Black Magic (Rafael Jesus Avila Magaña) (2004-2008)

## Tagok
•DJ Taylor (Konrad Schreyvogl) (2004-jelenleg is)
•FLOw (Florian Schreyvogl)     (2004-jelenleg is)

## Történet
Az első dal a "The Sound of San Fransisco" volt amit Scott McKenzie-tól dolgoztak fel.
Előkelő helyezéseket elérve a slágerlistákon.
2005-ben Flashdance betét dalát feldolgozva kiadják a "What a Feeling"-et.
Kisebb sikerek után a fiúk 2007-ben robbantak vissza a köztudatba a "Get Up! (Before the Night Is Over)" c. számmal, amit Technotronic-kal közösen jegyeznek.
2008-ban DJ Mikkel és DJ Black Magic elhagyja a dj projektet.

## Albumok
| Megjelenés | Album címe | AUT | GER | CH | U.S. Dance | RUS | SPA | UKN | FRA | CAN | NED | AUS |
| ---------- | ---------- | --- | --- | -- | ---------- | --- | --- | --- | --- | --- | --- | --- |
| 2005       | Network    | 66  |     |    |            |     |     |     | 45  |     |     | —   |

## Kislemezek/Maxik
| Megjelenés | Dal címe                                                     | AUT | GER | CH | U.S. Dance | RUS | SPA | UKN | FRA | CAN | NED | AUS |
| ---------- | ------------------------------------------------------------ | --- | --- | -- | ---------- | --- | --- | --- | --- | --- | --- | --- |
| 2004       | "The Sound of San Francisco"                                 | 4   | 3   | 25 | 5          | 1   | 1   | 1   | 18  | 3   | 31  | —   |
| 2005       | "What a Feeling (Flashdance)"                                | 14  | 16  | 45 | 5          | 9   | 1   | 10  | 18  | —   | 35  | 44  |
| 2006       | "Don't Stop (Me Now)"                                        | —   | —   | —  | —          | —   | —   | —   | —   | —   | —   | —   |
| 2006       | "Stars on 45"                                                | —   | 12  | —  | —          | 49  | 8   | —   | —   | —   | —   | —   |
| 2006       | "Mr Funk"                                                    | —   | —   | —  | —          | —   | —   | 115 | —   | —   | —   | —   |
| 2007       | "Get Up! (Before the Night Is Over)" (vs. Technotronic)      | —   | —   | —  | —          | —   | —   | 1   | 32  | 32  | —   | —   |
| 2007       | "Zelenoglazoe Taksi" (Oleg Kvasha's "Green-Eyed Taxi" cover) | —   | —   | —  | —          | 5   | —   | —   | —   | —   | —   | —   |
| 2007       | "Everybody's Free" (featuring Rozalla)                       | —   | —   | —  | —          | —   | —   | —   | —   | —   | 70  | 7   |
| 2011       | "Bring It Back" (feat. Niels van Gogh)                       | —   | —   | —  | 8          | —   | —   | —   | 72  | —   | —   | —   |
| 2012       | "Hardcore Vibes"                                             | —   | —   | 73 | —          | —   | —   | —   | 24  | —   | —   | —   |